# Abe Levitow
Abraham Levitow, detto Abe (Los Angeles, 2 luglio 1922 – Hollywood, 8 maggio 1975), è stato un animatore e regista statunitense. È conosciuto principalmente per aver lavorato sotto la direzione di Chuck Jones alla Warner Bros. Cartoons durante la produzione dei Looney Tunes e alla Metro-Goldwyn-Mayer durante quella di Tom & Jerry.

## Biografia
Iniziò a lavorare alla Warner Bros. nel 1940. Lasciò brevemente la casa di produzione quando fu arruolato durante la seconda guerra mondiale, ritornandovi nel 1945.
Negli anni cinquanta animò vari cortometraggi dei Looney Tunes: nel 1956 Lo Squartatore Selvaggio, nel 1957 Chiuditi sesamo e nel 1958 Le sventure di Robin Hood.
Lavorando con Chuck Jones, nel 1959 diresse i cortometraggi di Pepé Le Pew mentre nel 1961 quelli di Wile E. Coyote e Beep Beep. Nel 1961 si trasferì all'United Productions of America e nel 1962 diresse il film d'animazione Musetta alla conquista di Parigi. Lavorando assieme a Chuck Jones, nel 1965 passò alla Metro-Goldwyn-Mayer, dove diresse alcuni cortometraggi di Tom & Jerry.
Morì prematuramente all'età di 52 anni.